# Marian Bauer
Marian Bauer (* 14. Januar 2005 in Kösching) ist ein deutscher Eishockeyspieler, der seit Juli 2025 bei den Eisbären Regensburg aus der DEL2 unter Vertrag steht und dort auf der Position des Verteidigers spielt.

## Karriere
Mit dem Eishockeyspielen begann Marian Bauer in den Nachwuchsmannschaften des ERC Ingolstadt, bei dem sein Vater zu dieser Zeit als Trainer beschäftigt war. Im Bereich der U13 und U14 wurde er in bayerische Auswahlmannschaften berufen. Ab der U16 gehörte er der Hockey Academy des EC Salzburg an, mit dem der Verteidiger in der Saison 2021/22 die Meisterschaft in der ICE Young Stars League (ICEYSL) gewann. Nachdem er in der Spielzeit 2022/23 nach Ingolstadt zurückgekehrt und für die U20-Mannschaft des ERC in der Deutschen Nachwuchsliga (DNL) aufgelaufen war, wurde er im Sommer 2023 vom Ligakonkurrenten Iserlohner EC (IEC) verpflichtet.
Im Herrenbereich debütierte Bauer in der Saison 2023/24 per Förderlizenz beim Herner EV in der drittklassigen Oberliga, verbrachte die Spielzeit aber überwiegend beim DNL-Team des IEC. Ab dem Sommer 2024 wurde er näher an die Profimannschaft aus der Deutschen Eishockey Liga (DEL) herangeführt. Er nahm an der Saisonvorbereitung der Roosters teil und trainierte auch während der Spielzeit 2024/25 mit dem Team. Sein DEL-Debüt gab er am 18. Dezember 2024 gegen die Schwenninger Wild Wings, spielte aber in erster Linie weiter in der DNL und für Herne in der Oberliga. Zur Saison 2025/26 wechselte Bauer zu den Eisbären Regensburg in die DEL2.

## Erfolge und Auszeichnungen
- 2022 Meister der ICE Young Stars League mit dem EC Salzburg

## Karrierestatistik
Stand: Ende der Saison 2024/25
(Legende zur Spielerstatistik: Sp oder GP = absolvierte Spiele; T oder G = erzielte Tore; V oder A = erzielte Assists; Pkt oder Pts = erzielte Scorerpunkte; SM oder PIM = erhaltene Strafminuten; +/− = Plus/Minus-Bilanz; PP = erzielte Überzahltore; SH = erzielte Unterzahltore; GW = erzielte Siegtore; 1 Play-downs/Relegation; Kursiv: Statistik nicht vollständig)